# Liste der Monuments historiques in Saint-Denis-d’Oléron
Die Liste der Monuments historiques in Saint-Denis-d’Oléron führt die Monuments historiques in der französischen Gemeinde Saint-Denis-d’Oléron auf.

## Liste der Bauwerke
| Bezeichnung        | Beschreibung              | Standort | Kennzeichnung | Schutzstatus   | Datum     | Bild           |
| ------------------ | ------------------------- | -------- | ------------- | -------------- | --------- | -------------- |
| Kirche St-Denis    | Erbaut im 12. Jahrhundert | (Lage)   | PA00105167    | Classé         | 1896      | weitere Bilder |
| Phare de Chassiron | Leuchtturm, erbaut 1834   | (Lage)   | PA17000091    | Inscrit Classé | 2011 2012 | weitere Bilder |

## Liste der Objekte

### Kirche St-Denis
Zum Verständnis siehe: Kirchenausstattung
| Bezeichnung                          | Beschreibung                              | Standort | Kennzeichnung | Schutzstatus | Datum | Bild |
| ------------------------------------ | ----------------------------------------- | -------- | ------------- | ------------ | ----- | ---- |
| Votivgabe: Modell eines Segelschiffs | Holz, 17(?)                               | (Lage)   | PM17000368    | Classé       | 1958  |      |
| Spendenteller                        | Messing, versilbert, 18. Jahrhundert      | (Lage)   | PM17000612    | Classé       | 1994  |      |
| Altar                                | 18. Jahrhundert                           | (Lage)   | PM17000613    | Classé       | 1994  |      |
| Spendenteller                        | Kupfer, versilbert, 18. Jahrhundert       | (Lage)   | PM17001503    | Inscrit      | 1986  |      |
| Fragmente von zwei Katafalke         | Holz, 19. Jahrhundert                     | (Lage)   | PM17001725    | Inscrit      | 1992  |      |
| Kelch und Patene                     | Silber, 17. Jahrhundert                   | (Lage)   | PM17000611    | Classé       | 1994  |      |
| Kanzel                               | Nussbaumholz, Anfang des 19. Jahrhunderts | (Lage)   | PM17001726    | Inscrit      | 1992  |      |